# Стокгольм-Південний (станція)
59°18′49″ пн. ш. 18°03′45″ сх. д. / 59.31369° пн. ш. 18.06245° сх. д.
Стокгольм-Південний (швед. Stockholms södra) — залізнична станція у Седермальмі, Стокгольм, Швеція. 
Пасадирообіг — 21 400 осів в будень
Стокгольм-Південний було відкрито в 1860 році і спочатку був північною кінцевою зупинкою залізничної лінії Västra stambanan до будівництва Стокгольм-Центральний. 
Будівля вокзалу 1860 року була замінена на нову в 1926 році. 
Сьогоденний вокзал, який має великий житловий комплекс над ним, розпочато будівництво в 1986 році на місці початкової станції і було відкрито в 1989 році. 
Нова станція є підземною, розташована під місцем розташування старої станції, на залізничній лінії це між Орстаберг і Стокгольм-Центральний. 
Потяги мережі приміських залізниць Стокгольма зупиняються на цій станції. 
За 350 м по Сведенборгсгатан знаходиться станція метро Маріаторгет.
Стокгольм-Південний також сполучений з вантажною лінією Седра-Гаммарбюгамнен-Стадсгорден, яка була побудована в 1925 — 1939 рр і яка раніше забезпечувала доступ до портів і пристаней Гаммарбю і Стадсгорден, а також забезпечував єдине магістральне сполучення з системою приміських залізниць Saltsjöbanan до 2000 року. 
Підземна лінія довжиною 550 м також відгалужувалася від зазначеної вантажної лінії до підземного комплексу у лікарні Седерсюкхусет (побудована в 1937–1944 роках).

## City Line
Приміський залізничний тунель Citybanan під центром Стокгольма відкрито 10 липня 2017 року; його частина під Седермальмом починається на Стокгольм-Південний. 
Дві найпівнічніші платформи станції, платформи 1 і 2, використовуються приміськими поїздами і з'єднуються з тунелем, що прямує на північ. 
Дві південні платформи (3 і 4) використовуються пасажирськими потягами дальнього сполучення та попутними вантажними.
Коли міжміське залізничне сполучення між Стокгольм-Південний і Стокгольм-Центральний припиняється (що стосується робіт з обслуговування залізниці влітку 2018-2020 років), Стокгольм-Південний стає кінцевою зупинкою для поїздів далекого сполучення між Стокгольмом і пунктами далі на південь і схід, з пасажирами, які зможуть продовжити подорож на приміських поїздах через міську лінію. 

## Операції
| Попередня станція                          | Лінія | Лінія | Лінія | Наступна станція                |
| ------------------------------------------ | ----- | ----- | ----- | ------------------------------- |
| Стокгольм-Центральний до Упсала-Центральна |       | 40    |       | Орстаберг до Седертельє-Сентрум |
| Стокгольм-Центральний до Марста            |       | 41    |       | Орстаберг до Седертельє-Сентрум |
| Стокгольм-Центральний до Марста            |       | 42X   |       | Орстаберг до Нюнесгамн          |
| Стокгольм-Центральний до Больста           |       | 43    |       | Орстаберг до Нюнесгамн          |
| Стокгольм-Центральний до Каллгелл          |       | 43Х   |       | Орстаберг до Нюнесгамн          |
| Стокгольм-Центральний до Бру               |       | 44    |       | Орстаберг до Тумба              |